# Baillon (Ciron)
Der Baillon (manchmal auch Ballion genannt) ist ein kleiner Fluss in Frankreich, der im Département Gironde in der Region Nouvelle-Aquitaine verläuft. Er entspringt im südlichen Gemeindegebiet von Bourideys, entwässert generell Richtung Nordnordost durch ein gering besiedeltes Gebiet im  Regionalen Naturpark Landes de Gascogne und mündet nach rund 19 Kilometern im Gemeindegebiet von Villandraut als linker Nebenfluss in den Ciron.

## Orte am Fluss
(Reihenfolge in Fließrichtung)
- Capdarrieux, Gemeinde Bourideys
- Bourideys
- Saint-Léger-de-Balson
- Villandraut